# Jane (Rockband)
Jane ist eine deutsche Rockband aus Hannover aus dem Genre des Krautrock. Sie wurde 1970 gegründet und existierte bis 1994 unter ihrem ursprünglichen Namen. Seitdem gibt es „Jane“ nur noch mit Namenszusatz.

## Geschichte
1965 entstand die Band Justice of Peace, die als The J.P.’s eine Single veröffentlichte und sich 1968 auflöste. Zur letzten Formation stieß Werner Nadolny (Keyboard, Flöte) hinzu. Fortan verwendete die Band mit den Musikern Klaus Hess (Gitarre), Peter Panka (Schlagzeug, Gesang), Werner Nadolny und Charly Maucher (Bass und Gesang) den Namen „Jane“. Der erste Auftritt fand am 5. Dezember 1970 in Hannover statt. Anfang des Jahres 1971 kam der Sänger Bernd Pulst zur Band. Für die folgenden Veröffentlichungen wirkte Günter Körber als Produzent und verschaffte der Band einen Plattenvertrag auf dem von ihm mitgegründeten Label Brain. Das erste Album Together erschien 1972.
An den Aufnahmen zum Album Here We Are von 1973 nahmen krankheitsbedingt weder Pulst noch Maucher teil. Den Bass spielten abwechselnd Wolfgang Krantz (vorher Justice of Peace) und Klaus Hess.
Das Album Jane III (1974) wurde fast ohne Keyboards aufgenommen, da Nadolny aus der Band ausgestiegen war. Man versuchte die Orgel zu ersetzen, indem Krantz die Gitarre über ein Leslie-Kabinett spielte. Auf Way to Paradise spielte er Klavier. Der Gesang stammte zum größten Teil vom wieder genesenen Maucher, da Bernd Pulst am 3. Februar 1973 verstorben war.
Maucher und Krantz verließen Jane nach der Live-Promotion des Albums und gründeten mit Werner Nadolny, Arndt Schulz (Gitarre, Gesang) und Werner Löhr (Schlagzeug, Gesang) die Band Harlis. Nadolny schied jedoch vor Erscheinen des ersten Albums 1976 (auf Günter Körbers neuem Label Sky Records) wieder aus und gründete die Band Lady.
Ein Album der Band Lady erschien 1976 auf Vertigo Records. Unter den nachfolgenden Mitgliedern fanden sich der spätere Scorpions-Gitarrist Matthias Jabs und das Ex-Epitaph-Mitglied Klaus Walz.
1975 erschien Janes viertes Album Lady, eine Anspielung auf den Rolling-Stones-Song Lady Jane. Jane hatten sich nun mit Gottfried Janko (Keyboard, Gesang) und Martin Hesse (Bass) – beide ex-Dull Knife – verstärkt. Da Janko – trotz unüberhörbarer Eigenbeiträge – nicht als Komponist auf der Platte erwähnt wurde, verließ er Jane nach dieser Produktion wieder. Die folgenden Jahre waren weiterhin von zahlreichen Mitgliederwechseln geprägt. Konstante Mitglieder waren lediglich Klaus Hess und Peter Panka.
1976 nahm die Band das Album Fire, Water, Earth and Air auf, auf dem Werner Nadolny überraschenderweise wieder die (dieses Mal reichlichen) Keyboards bediente.
Auf dem später im selben Jahr erschienenen Live-Doppelalbum At Home – ein komplett in der Heimatstadt Hannover mitgeschnittenes Konzert – bediente allerdings Manfred Wieczorke (ex-Eloy) die Keyboards. Das Album enthält – neben einigen umbenannten bereits veröffentlichten Stücken – auch die nur hier erhältlichen Werke Windows, Expectation, Another Way und Hightime for Crusaders.
1977 folgte Between Heaven and Hell – mit dem ebenfalls eine komplette LP-Seite füllenden Titelstück, welches überraschenderweise für Jane völlig untypischen, bombastischen Chorgesang enthielt. Auf Voice in the Wind wurden Kirchenorgel und Harfe eingesetzt. Live präsentierten Jane das Album mit Quadrophonie-Effekten, indem sie Lautsprecherboxen in allen vier Hallenecken aufstellen ließen.
Im August 1977 bekam die Band für 300.000 verkaufte Alben das Goldene Brain-Label. 1978 folgte Age of Madness. Während danach Klaus Hess seinen Ruhm auf Ibiza genoss, tauchte Manfred Wieczorke unter, um später mit Jürgen Baumann (ex-Madison Dyke) Firehorse zu formieren. 1980 erschien das Album On the Wind auf Ariola.
Um bestehende Verträge mit Brain zu erfüllen, nahm Hess mit Panka und Hesse 1979 als Trio Sign No. 9 auf. Hess spielte nun auch Keyboards und überraschte mit vielschichtigen Gitarrenarrangements und zwei interessanten Instrumentals (Henry goes married, Letter to Mariann). 
Auf dem 1980 erscheinenden Album Jane hatte man sich mit dem Sänger und Keyboarder Pedja verstärkt. Ab Anfang der 1980er sanken die Verkaufszahlen; die Band veröffentlichte aber weiterhin Alben und ging auf Tourneen.
1982 erschien Germania, nun wieder im Trio eingespielt, ohne Pedja, den die Fans nicht akzeptiert hatten, mit Hess, Panka und dem zurückgekehrten Charly Maucher.
Nach dem Auslaufen des Plattenvertrags im selben Jahr – und der Vertragserfüllung – taten sich die Musiker Peter Panka, Charly Maucher, Werner Nadolny und Klaus Hess mit dem Engländer Jon Symon zusammen, um mit diesem das „Rockballett Warlock“ in Hannover aufzuführen. Hess wurde allerdings von Symon, dem Initiator des Rockballetts, gekündigt und dieser durch den Gitarristen Detlef Klamann ersetzt. Hess versuchte es danach mit einer Solo-Karriere. 1983 erschien die live produzierte LP Warlock – The Rockballet auf Lava Records.
Klaus Hess veröffentlichte das instrumentale Album Sternentanz auf dem Label Sky Records. Jane gingen 1983 in der Besetzung Peter Panka, Charly Maucher, Werner Nadolny und Detlef Klamann wieder auf Tour.
1984 bestand das Line Up aus Peter Panka und Werner Nadolny, plus Kai Reuter (Gitarre), Bernd Kolbe (Bass, ex-Epitaph) und Klaus Henatsch (Keyboards, Gesang, ex-Lorry).
Anlässlich des 10-jährigen Labeljubiläums bot Sky-Records-Chef Günter Körber Jane eine neue Plattenproduktion an. Ohne Kolbe erschien 1986 Beautiful Lady. Das Album enthielt neben schwächeren, Jane-untypischen Liedern auch Perlen wie Silence, In my Life und Imagination, in das eine kurze Passage aus John Lennon’s Imagine integriert wurde.

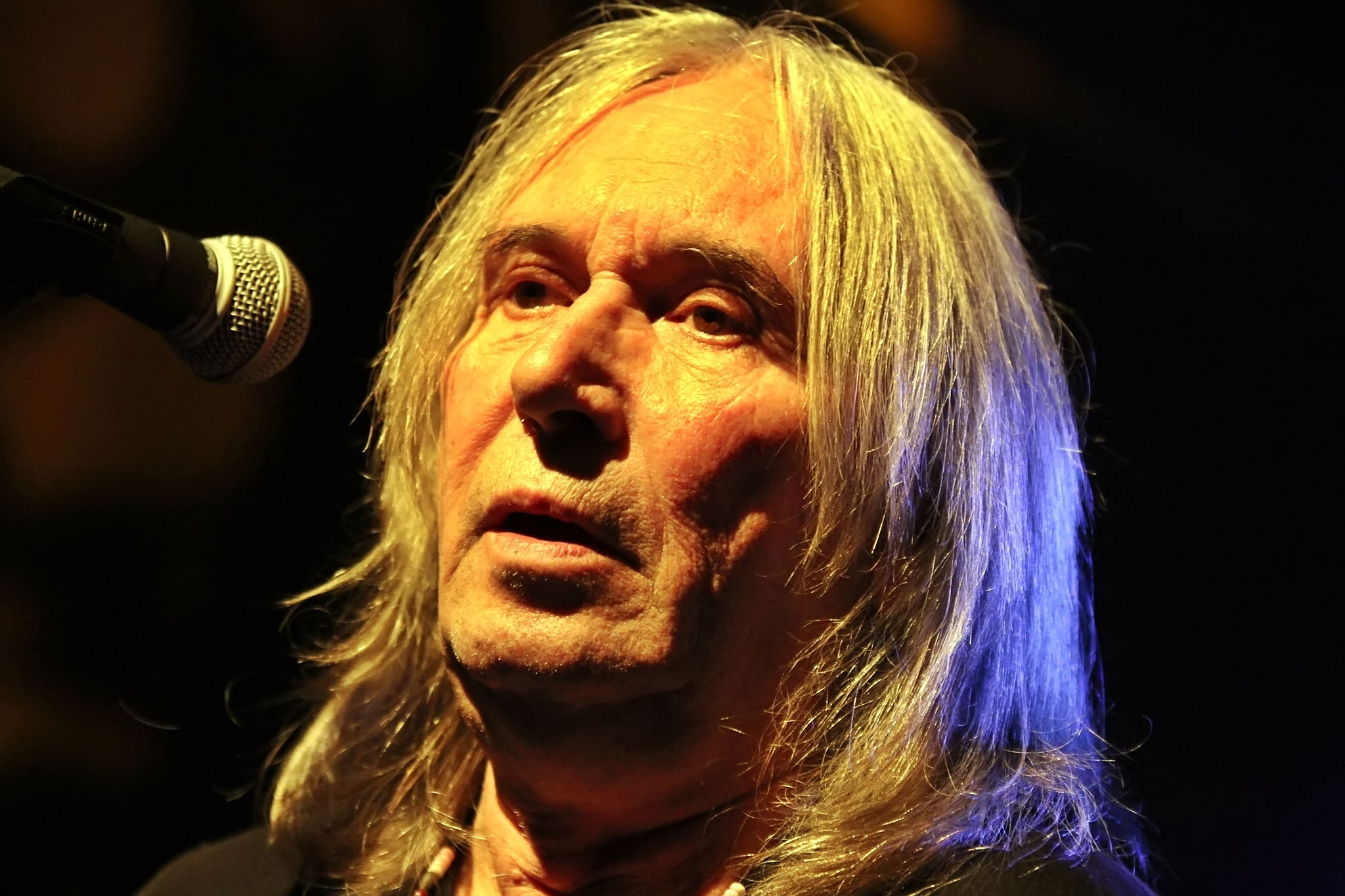
Klaus Walz bei einem Konzert mit Jane in Nürnberg, 2023

1988 erschien bei Sky Records Jane live '88 mit Peter Panka, Werner Nadolny, Klaus Walz (Gitarre), Stephanie Shea (Bass) und auch wieder Charly Maucher.
Zum 20. Geburtstag des Labels Brain wurde die LP Jane live '89 – auf der auch Gottfried Janko bei zwei Stücken mitwirkte – bei Metronome veröffentlicht.
1992 kam es beinahe zu einer Reunion der Urbesetzung mit Klaus Hess, Peter Panka und Werner Nadolny. Charly Maucher plante bereits seinen Umzug nach Kanada, und so bediente Jens Dettmer den Bass. Nach einer kleinen Deutschlandtour ging es nach Neuseeland. Aufgrund Nadolnys Erkrankung an Multipler Sklerose schlugen Hess und Dettmer vor, einen zusätzlichen Keyboarder zur Unterstützung hinzuzuholen. Nadolny lehnte dies ab, und man trennte sich.
1996 nahmen Peter Panka's Jane das Album Resurrection auf, in der Besetzung Panka, Nadolny, Reuter, plus Klaus Walz und Mark Giebeler am Bass.
Peter Panka und Werner Nadolny spielten ab 1999 mit Gaby Neitzel (Gitarre) und Petra Müller-Gehring (Bass) als Lady Jane und traten auch als Duo unter dem Banner „Pano’s Jane“ auf.

### Namensstreit

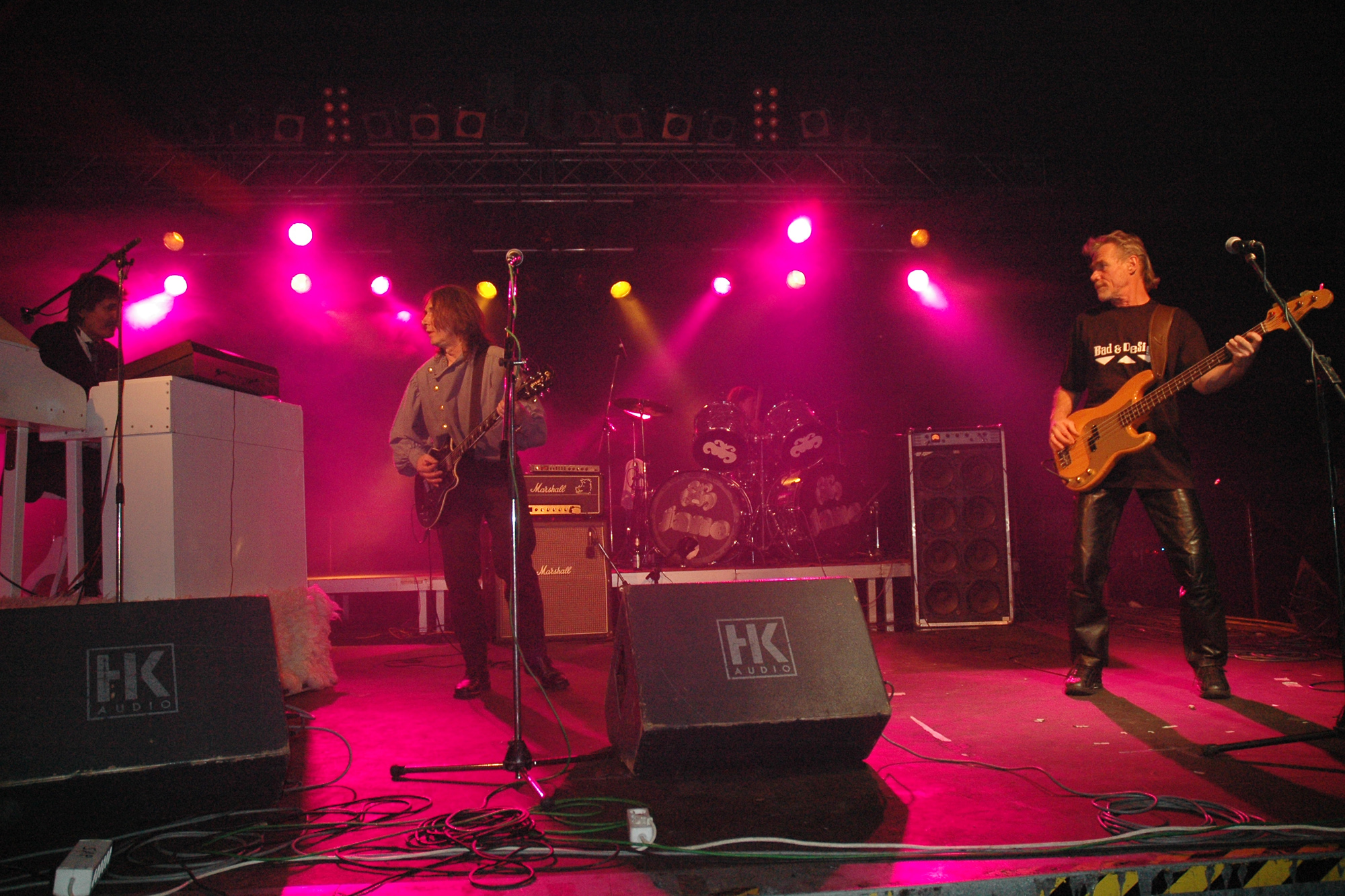
Peter Panka’s Jane, 2004

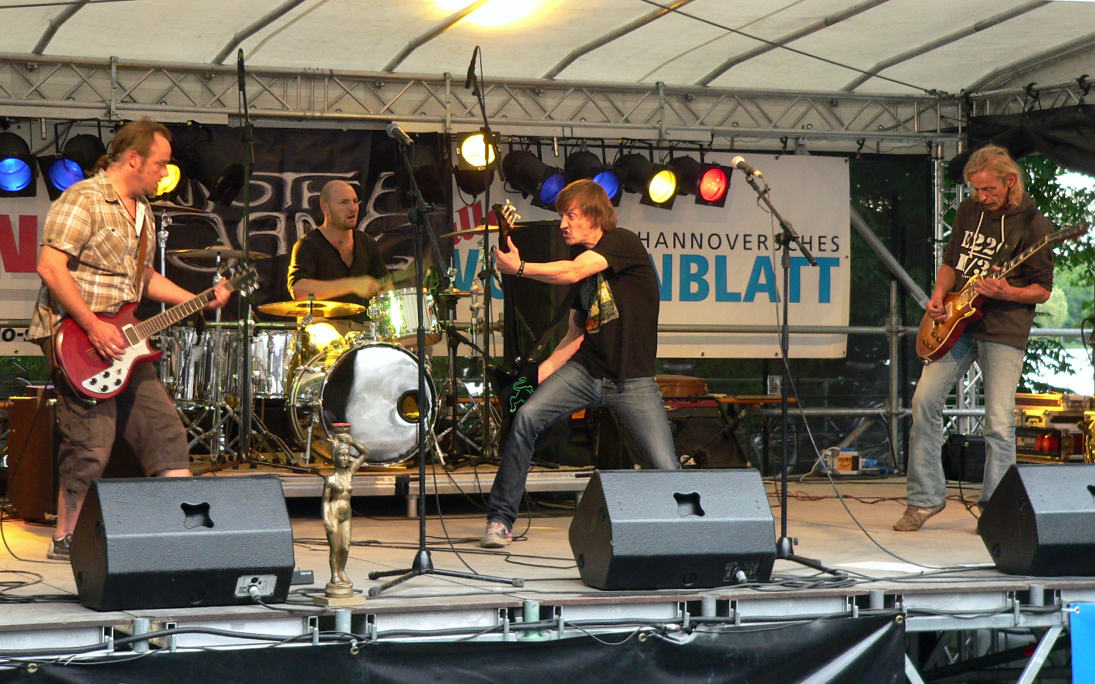
Mother Jane mit Klaus Hess (rechts), 2011

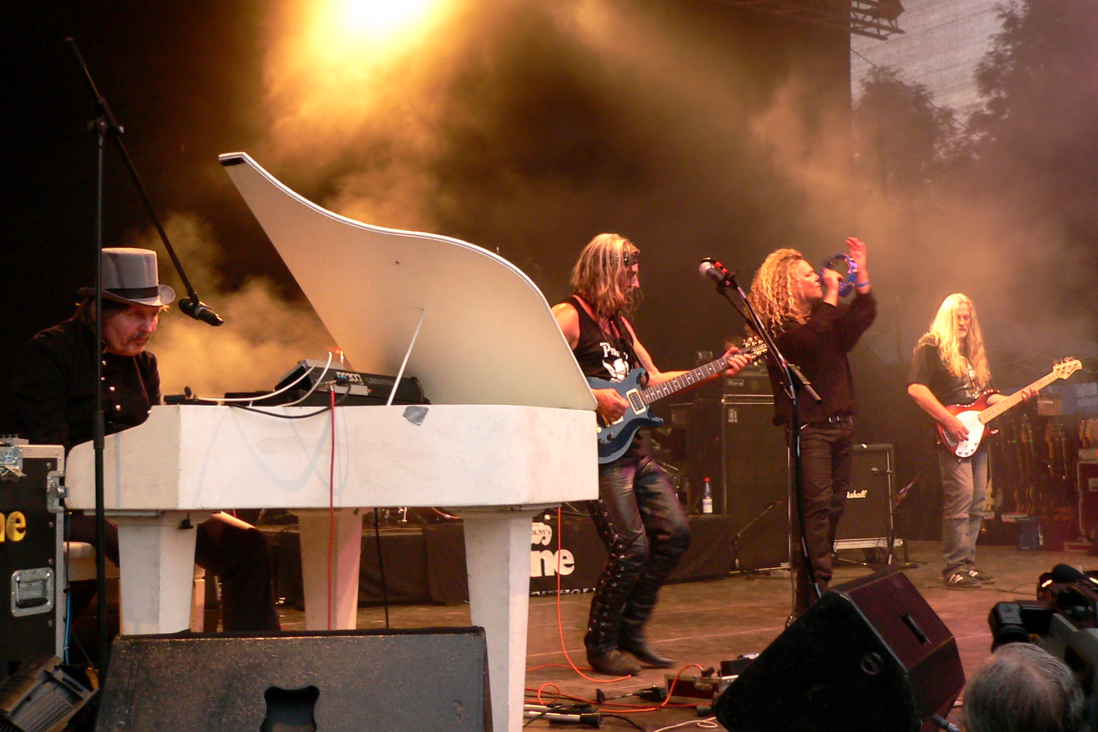
Werner Nadolny's Jane, 2011

Sowohl Peter Panka als auch Klaus Hess beanspruchten den Bandnamen „Jane“ für sich. Aufgrund der Namensstreitigkeiten wurde ein richterlicher Vergleich am 6. September 1994 vor der Zivilkammer des Landgerichtes Hannover geschlossen, dass sich die aus der Ursprungsformation Jane ergebenden Bands nur noch mit „Namenszusatz“ Jane nennen dürfen. Die Bands durften fortan nur mit Namenszusätzen, wie Peter Panka’s Jane, Lady Jane oder Klaus Hess' Jane oder Mother Jane, auftreten.

### Weitere Entwicklung
2004 trat die Band Peter Panka's Jane im Rockpalast auf. Im Herbst 2006 tourte die Band durch Deutschland und die Schweiz und veröffentlichte das Album Voices, das beim eigenen Label cool & easy records erschien.
Anfang 2007 bestand die Band aus Peter Panka, Werner Nadolny, Charly Maucher und Klaus Walz, der früher bei der deutschen Band Epitaph gespielt hatte. Peter Panka starb am 28. Juni 2007 an Lungenkrebs. Auf seinen Wunsch hin sollte die Band weitergeführt werden. Walz, Maucher und Nadolny verpflichteten daher Schlagzeuger Fritz Randow (Eloy, Epitaph) und den Gitarristen und Sänger Arndt Schulz (Harlis).
Anfang 2008 wurde Werner Nadolny nach bandinternen Unstimmigkeiten durch Wolfgang Krantz ersetzt, der schon an den Jane-Alben Here We Are und Jane III mitgewirkt hatte. Er gründete noch im selben Jahr 2008 die Band Werner Nadolny's Jane. Seitdem existierten drei Jane-Formationen, die alle Live-Konzerte gaben und CDs oder DVDs veröffentlichten:
- Peter Panka's Jane
- Mother Jane
- Werner Nadolny's Jane

Werner Nadolny starb am 22. Mai 2023 nach langer Krankheit.

## Diskografie

### Alben
Jane
- Together (1972)
- Here we Are (1973)
- Jane III (1974)
- Lady (1975)
- Fire, Water, Earth & Air (1976)
- Live at Home (1977, Doppelalbum)
- Between Heaven and Hell (1977)
- Age of Madness (1978)
- Sign No. 9 (1979)
- Jane (1980)
- Germania (1982)
- Beautiful Lady (1986)
- Jane live '88 (1989)
- Jane live '89 (1990)
- Live at Home Revisited (2008, Doppel-CD)
- Live '88 (2024)

Peter Panka’s Jane
- Resurrection (1996)
- Live 2002 (2002)
- Genuine (2002)
- Shine on (2003)
- Voices (2006)
- Voices (2007, überarbeitete Ausgabe)
- Live at Metas (2007)
- Tribute to Peter Panka, DVD vom Konzert in Hannover 2007, Herausgabe im Mai 2008
- Traces (2009)
- Inside the cave DVD (2010)
- Kuxan Suum (2011)

Lady Jane
- Lady (1976) (Damals nicht unter Jane, sondern nur als „Lady“ veröffentlicht)
- Lady Jane live (1999)
- Back again (2000)

Klaus Hess' Mother Jane
- Mother Jane comes alive (2000)
- In Dreams (2009)
- Hungry 4 Live Part I (2010)
- Hungry 4 Live Part II (2010)
- Mother Jane – Turn the Page/The lost Tracks (Doppel-CD, 2012)

Werner Nadolny’s Jane
- Proceed with Memories (2009)
- The Journey – Best of Jane (2010)
- Eternity (2011)
- Live at home again-Live Fährmannsfest 2011 DVD
- Werner Nadolny liest die Jane Story (Audio Book) (2012)
- Broken Harmony Maxi-CD (2012)
- Stopover (2013)
- The journey 2 the transformation (2014)
- Inbetween (2015)
- The journey 3 (2016)
- Jane & Beyond I (2017)
- … And In The Darkest Night (2018)
- Jane & Beyond II (2019)
- Jane 50 (2020)
- Jane & Beyond III (2020)

### Singles
- Daytime (1972)
- Here we are (1973)
- Bambule Rock (1974)
- Age of Madness (1978)
- Love Song (1978)
- Beautiful Lady (Maxi-Single) (1986)
- Together we stand (Mother Jane) (1998)